# Liste des ministres français des Régions libérées
Un ministère des Régions libérées exista en France de 1917 à 1925, qui deviendra sous-secrétariat d'État en 1925 avant de disparaitre en 1926 après le deuxième gouvernement d'Édouard Herriot avant de reprendre de manière éphémère durant la Libération en 1944 sous forme de commissaire d'État dans le Comité français de libération nationale.
Le tableau ci-dessous liste les personnalités membres du gouvernement français titulaires du poste.
Les dates indiquées sont les dates de prise ou de cessation des fonctions, qui sont en général la veille de la date du Journal officiel dans lequel est paru le décret de nomination.

## Sous la Troisième République
| Ministre               | Ministre               | Ministre               | Intitulé                                                                                         | Parti | Autre ministre ou secrétaire d'État | Intitulé                                    | Début            | Fin              | Gouvernement                       |
| ---------------------- | ---------------------- | ---------------------- | ------------------------------------------------------------------------------------------------ | ----- | ----------------------------------- | ------------------------------------------- | ---------------- | ---------------- | ---------------------------------- |
|                        |                        | Charles Jonnart        | Ministre des Régions libérées et du Blocus                                                       | PRRRS | Aucun                               | Aucun                                       | 16 novembre 1917 | 23 novembre 1917 | Clemenceau II                      |
|                        |                        | Albert Lebrun          | Ministre des Régions libérées et du Blocus puis Ministre des Régions libérées (24 décembre 1918) | ARD   | Aucun                               | Aucun                                       | 23 novembre 1917 | 6 novembre 1919  | Clemenceau II                      |
|                        |                        | André Tardieu          | Ministre des Régions libérées                                                                    | ARD   | Aucun                               | Aucun                                       | 6 novembre 1919  | 20 janvier 1920  | Clemenceau II                      |
|                        |                        | Émile Ogier            | Ministre des Régions libérées                                                                    | SE    | Georges Leredu                      | Sous-secrétaire d'État aux Régions libérées | 20 janvier 1920  | 16 janvier 1921  | Milerand I et Milerand II, Leygues |
|                        |                        | Louis Loucheur         | Ministre des Régions libérées                                                                    | PRDS  | Jules Lugol                         | Sous-secrétaire d'État aux Régions libérées | 16 janvier 1921  | 15 janvier 1922  | Briand VII                         |
|                        |                        | Charles Reibel         | Ministre des Régions libérées                                                                    | PRDS  | Aucun                               | Aucun                                       | 15 janvier 1922  | 29 mars 1924     | Poincaré II                        |
|                        |                        | Louis Marin            | Ministre des Régions libérées                                                                    | FR    | Aucun                               | Aucun                                       | 29 mars 1924     | 14 juin 1924     | Poincaré III et François-Marsal    |
|                        |                        | Victor Dalbiez         | Ministre des Régions libérées                                                                    | PRRRS | Aucun                               | Aucun                                       | 14 juin 1924     | 17 avril 1925    | Herriot I                          |
| Sous-secrétaire d'État | Sous-secrétaire d'État | Sous-secrétaire d'État | Intitulé                                                                                         | Parti | Autre ministre                      | Intitulé                                    | Début            | Fin              | Gouvernement                       |
|                        |                        | Jammy Schmidt          | Sous-secrétaire d'État aux Finances chargé des Régions libérées                                  | PRRRS | Aucun                               | Aucun                                       | 17 avril 1925    | 27 novembre 1925 | Painlevé II et III                 |
|                        |                        | Georges Chauvin        | Sous-secrétaire d’État aux Finances chargé des Régions libérées                                  | PRRRS | Aucun                               | Aucun                                       | 28 novembre 1925 | 8 mars 1926      | Briand VIII                        |
|                        |                        | Paul Morel             | Sous-secrétaire d’État aux Finances chargé des Régions libérées                                  | RI    | Aucun                               | Aucun                                       | 8 mars 1926      | 22 juin 1926     | Briand IX                          |
|                        |                        | Maurice Dutreil        | Sous-secrétaire d’État à la Vice-présidence et aux Finances, chargé des Régions libérées         | PRDS  | Aucun                               | Aucun                                       | 23 juin 1926     | 18 juillet 1926  | Briand X                           |
|                        |                        | Henri Maître           | Sous-secrétaire d'État aux Régions Libérées                                                      | PRS   | Aucun                               | Aucun                                       | 19 juillet 1926  | 23 juillet 1926  | Herriot II                         |

## Libération
| Ministre | Ministre | Ministre         | Intitulé                                   | Parti | Début        | Fin               | Gouvernement                            |
| -------- | -------- | ---------------- | ------------------------------------------ | ----- | ------------ | ----------------- | --------------------------------------- |
|          |          | Henri Queuille   | commissaire d'État aux Territoires libérés | RAD   | 26 août 1944 | 10 septembre 1944 | Comité français de libération nationale |
|          |          | Alexandre Parodi | commissaire d'État aux Territoires libérés | SE    | 26 août 1944 | 10 septembre 1944 | Comité français de libération nationale |
|          |          | André Le Troquer | commissaire d'État aux Territoires libérés | SFIO  | 26 août 1944 | 10 septembre 1944 | Comité français de libération nationale |
|          |          | François Billoux | commissaire d'État aux Territoires libérés | PCF   | 26 août 1944 | 10 septembre 1944 | Comité français de libération nationale |